# María Martínez Vecca
María Auxiliadora Martínez Vecca (Itauguá; 24 de mayo de 1999), también conocida como Yaki Vecca, es una futbolista paraguaya que juega como defensa en Club Atlético Rosario Central de Argentina. Es internacional con la selección de Paraguay.

## Trayectoria
Comenzó su carrera futbolística en el Deportivo Capiatá donde debutó a los 15 años de edad.
Luego de grandes campañas en Capiatá, juega en Brasil en el Napoli SC en 2021 por cuatro meses, en 2022 regresa a Paraguay a jugar en el Club Sportivo Limpeño.
En 2022 ficha por Universidad de Chile para la segunda rueda de Primera División Femenino y la Copa Libertadores Femenina 2022, siendo la tercera incorporación junto a Gabriela Huertas y Fanny Velásquez.

## Selección nacional
Fue seleccionada juvenil en el Mundial Sub-17 de Jordania 2016 y el Mundial Sub-20 de Francia 2018.
En la selección adulta estuvo en la última Copa América Femenina 2022 donde la selección guaraní obtuvo un boleto para el Repechaje Mundialista de 2023.

## Clubes
| Club                  | País      | Año       |
| --------------------- | --------- | --------- |
| Deportivo Capiatá     | Paraguay  | 2014-2021 |
| Napoli SC             | Brasil    | 2021      |
| Club Sportivo Limpeño | Paraguay  | 2022      |
| Universidad de Chile  | Chile     | 2022-2023 |
| Minas Brasília FF     | Brasil    | 2024      |
| Rosario Central       | Argentina | 2025-     |